# Nippocryptus quadriannulatus
Nippocryptus quadriannulatus là một loài tò vò trong họ Ichneumonidae.